# Éditions Chronique
Pour les articles homonymes, voir Chronique.
Éditions Chronique est une marque d'édition fondée en 1985 et spécialisée dans les beaux livres et les livres sur mesure. 
Chronique appartient à la société Mediatoon Licensing une filiale du groupe Média-Participations.

## Historique
En 1985, les éditions Chronique publient l'ouvrage Chronique du 20e siècle qui raconte l'histoire de manière chronologique. Le concept sera décliné avec le début en 1986 de la collection Chronique de l'année qui renseigne sur les événements de l'année, et en 1996 de la collection Chronique de l'histoire qui développe des biographies de personnages célèbres. Parallèlement paraissent des ouvrages thématiques sur le cinéma, l'aviation, etc.
En 2001, les éditions Chronique sont reprises par Dargaud (Média-Participations).